# Pitten
Pitten osztrák mezőváros Alsó-Ausztria Neunkircheni járásában. 2019 januárjában 2807 lakosa volt.

## Elhelyezkedése

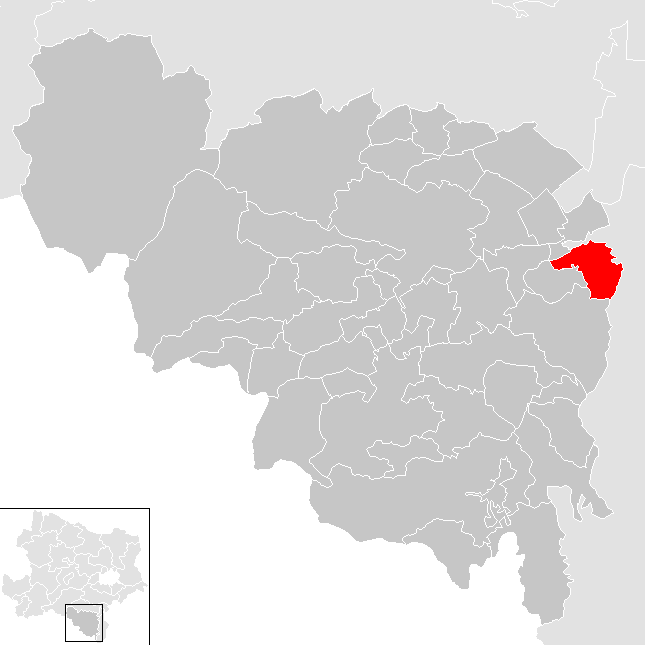
Pitten a Neunkircheni járásban

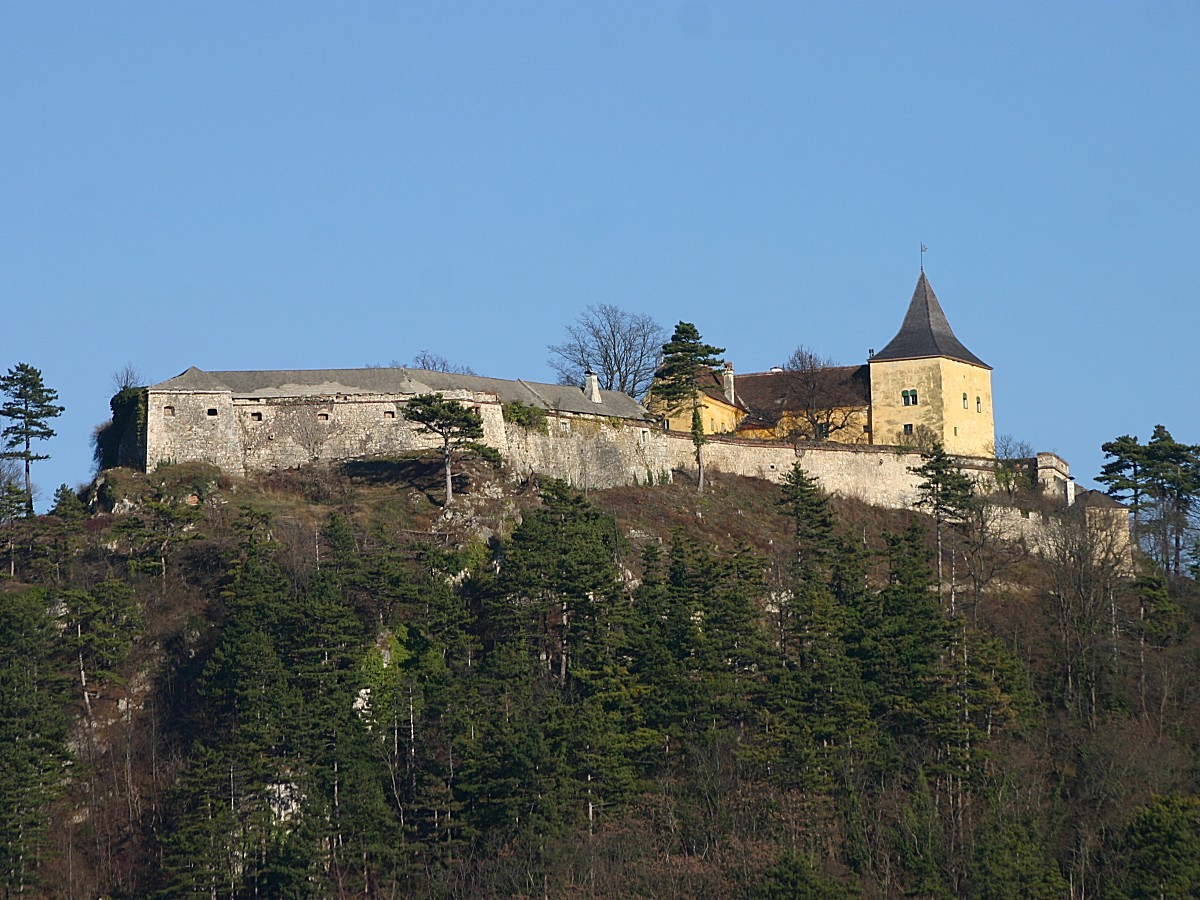
A pitteni vár

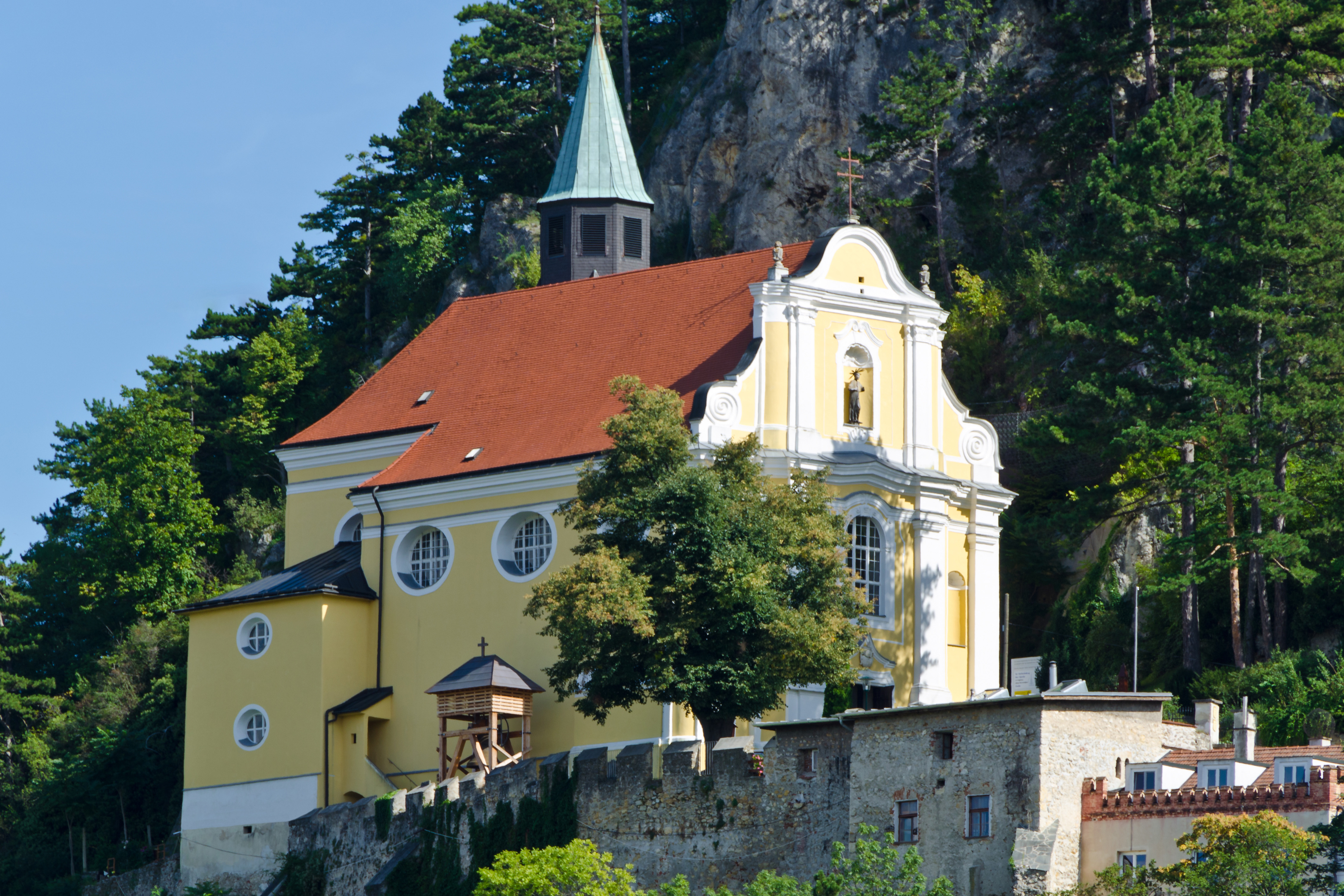
A Szt. György-plébániatemplom

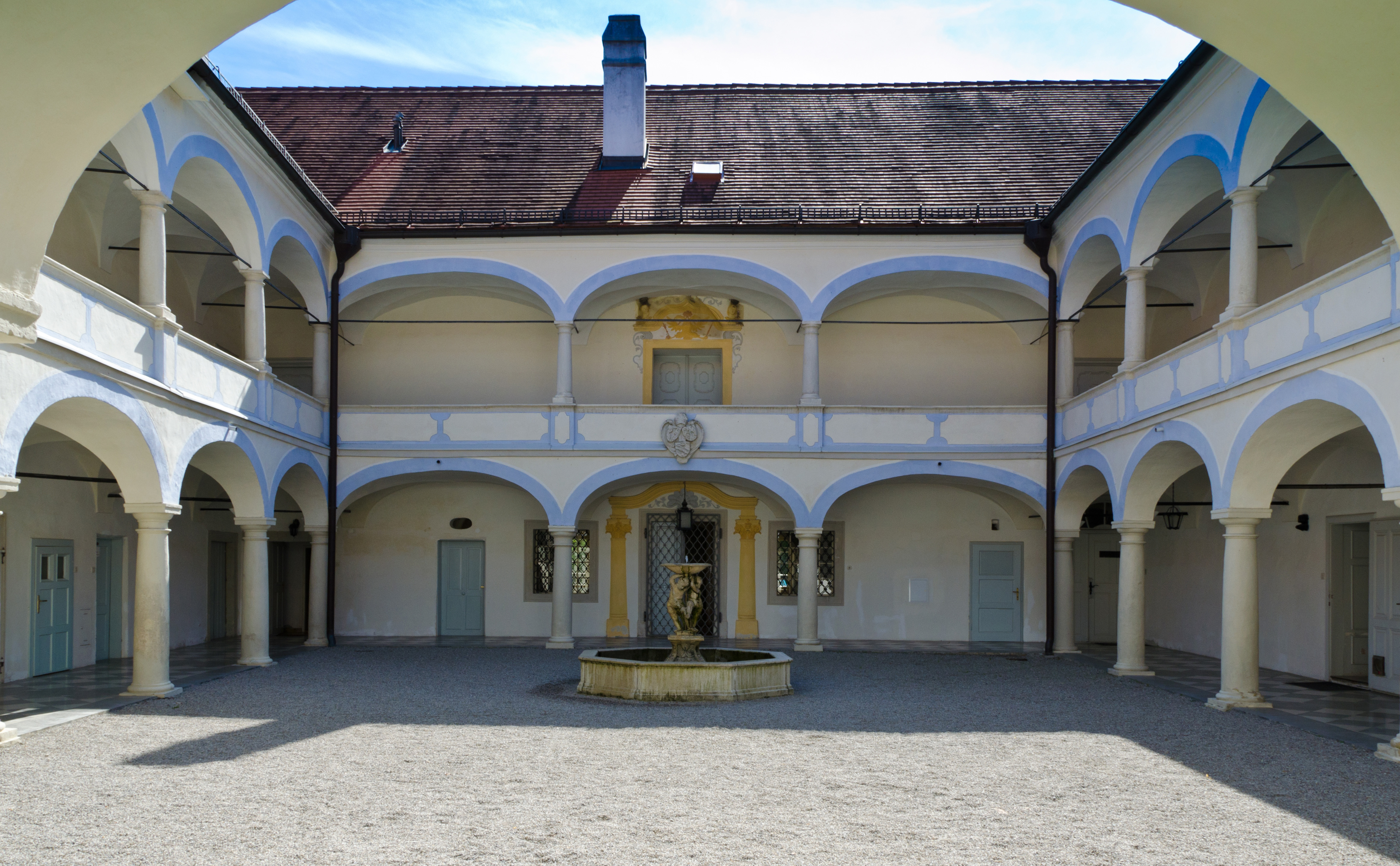
A katolikus plébánia árkádos udvara

Pitten Alsó-Ausztria Industrieviertel régiójában fekszik a Bucklige Welt dombságának északi részén, a Pitten folyó mentén. Területének 53,7%-a erdő. Az önkormányzat 5 településrészt, illetve falut egyesít: Inzenhof (73 lakos 2019-ben), Leiding (178),
Pitten (2066), Sautern (484) és Weinberg (6).
A környező önkormányzatok: délre Scheiblingkirchen-Thernberg, nyugatra Seebenstein, északnyugatra Schwarzau am Steinfeld, északkeletre Bad Erlach.

## Története
Az ember jelenlétére utaló első leletek Pitten területén a középső bronzkorból, mintegy 3500 évvel ezelőttről származnak. Neve írásban először 869-ben jelenik meg, amikor egy Peretcunda nevű apáca a freisingi püspökségnek adományozta. Konrad salzburgi érsek 1144-es rendelete alapján a falu a reichersbergi apátságnak fizette a tizedet, majd 1456-ban ténylegesen is a kolostor birtokai közé került. Pitten várát Hunyadi Mátyás négyévi ostrom után 1482-ben elfoglalta és lerombolta (ehhez kapcsolódik a pitteni Corvinus-kupa története: a várkapitány Wolfgang Teufel az éhező várból kiküldte Mátyásnak utolsó vacsoráját, egy sült nyulat, mutatva, hogy bővében vannak az élelemnek. A király fel is hagyott az ostrommal, de aztán rájött a csalásra. A kapitánynak elismerésképpen az ügyes cselért egy aranyozott ezüstkupát küldött, amely ma a pitteni önkormányzat tulajdonában van). A várat újjáépítették és 1529-ben és 1683-ban is kiállta a törökök ostromát.
A 18. században nagy tisztaságú és mangántartalmú vasércet bányásztak Pittenben, amelyet 1789-ig helyben is olvasztottak. A 19. század elején 150-200 mázsa nyersvasat termeltek hetente. A bányát később felvásárolták és a vasfeldolgozás átkerült az új tulajdonos lilienfeldi üzemébe. 1828-ban Vinzenz Sterz – akinek ekkor tízéves monopóliuma volt papírüzemek létesítésére Ausztriában – megalapította a pitteni papírgyárat. A gyárban 1853-ban Wilhelm Hamburger először állított elő papírt pépesített fából. A 19. század közepére a vasércbányák kitermelése egyre nehezebbé vált és 1879-ben csődbe jutottak. A későbbiekben több alkalommal próbálkoztak az érc kitermelésével, utoljára a második világháború alatt. Pitten gazdasági életében jelentős fellendülést hozott az Aspangbahn 1881-es megépülése.
1967-ben Sautern, 1871-ben pedig Leiding-Inzenhof községek csatlakoztak Pitten önkormányzatához.

## Lakosság
A pitteni önkormányzat területén 2019 januárjában 2807 fő élt. A lakosságszám 2011-ig fokozatos csökkenést mutatott, azóta azonban jelentős betelepülés tapasztalható. 2017-ben a helybeliek 93,8%-a volt osztrák állampolgár; a külföldiek közül 2,1% a régi (2004 előtti), 2,7% az új EU-tagállamokból érkezett. 2001-ben a lakosok 80,8%-a római katolikusnak, 3% evangélikusnak, 2,7% mohamedánnak, 10,1% pedig felekezeten kívülinek vallotta magát. Ugyanekkor 13 magyar élt a mezővárosban; a legnagyobb nemzetiségi csoportot a német (95%) mellett a törökök alkották 1,6%-kal.
A lakosság számának változása:

| 2016 | 2 601 |
| 2018 | 2 697 |

## Látnivalók
- a pitteni vár
- a Szt. György-plébániatemplom (az ún. hegyi templom, mert a várhegy lejtőjén áll)
- a templom mögötti barlang az első ausztriai keresztény kultuszhelyek közé tartozik. A középkorban többször falfestményekkel díszítették. Az idők során remetelakhelyként és csontkamraként is szolgált.
- a 17. századi plébánia árkádjaival és stukkódíszes helyiségeivel a legszebbek közé tartozik Ausztriában
- Sautern kápolnája
- Leiding kápolnája

## Fordítás
- Ez a szócikk részben vagy egészben  a   Pitten című német Wikipédia-szócikk ezen változatának fordításán alapul.  Az eredeti cikk szerkesztőit annak laptörténete sorolja fel. Ez a jelzés csupán a megfogalmazás eredetét és a szerzői jogokat jelzi, nem szolgál a cikkben szereplő információk forrásmegjelöléseként.